# Aire d'attraction de Louviers
L'aire d'attraction de Louviers est un zonage d'étude défini par l'Insee pour caractériser l’influence de la commune de Louviers sur les communes environnantes. Publiée en octobre 2020, elle se substitue à l'aire urbaine de Louviers, qui comportait 20 communes dans le dernier zonage qui remontait à 2010.

## Définition
L'aire d'attraction d'une ville est composée d’un pôle, défini à partir de critères de population et d’emploi ainsi que d’une couronne constituée des communes dont au moins 15 % des actifs travaillent dans le pôle. Le pôle d’attraction constitue ainsi un point de convergence des déplacements domicile-travail,.

## Type et composition
L’aire d'attraction de Louviers est une aire intra-départementale qui comporte 44 communes dans l'Eure. 
Elle est catégorisée dans les aires de 50 000 à moins de 200 000 habitants, une catégorie qui regroupe 18,4 % au niveau national.

### Carte

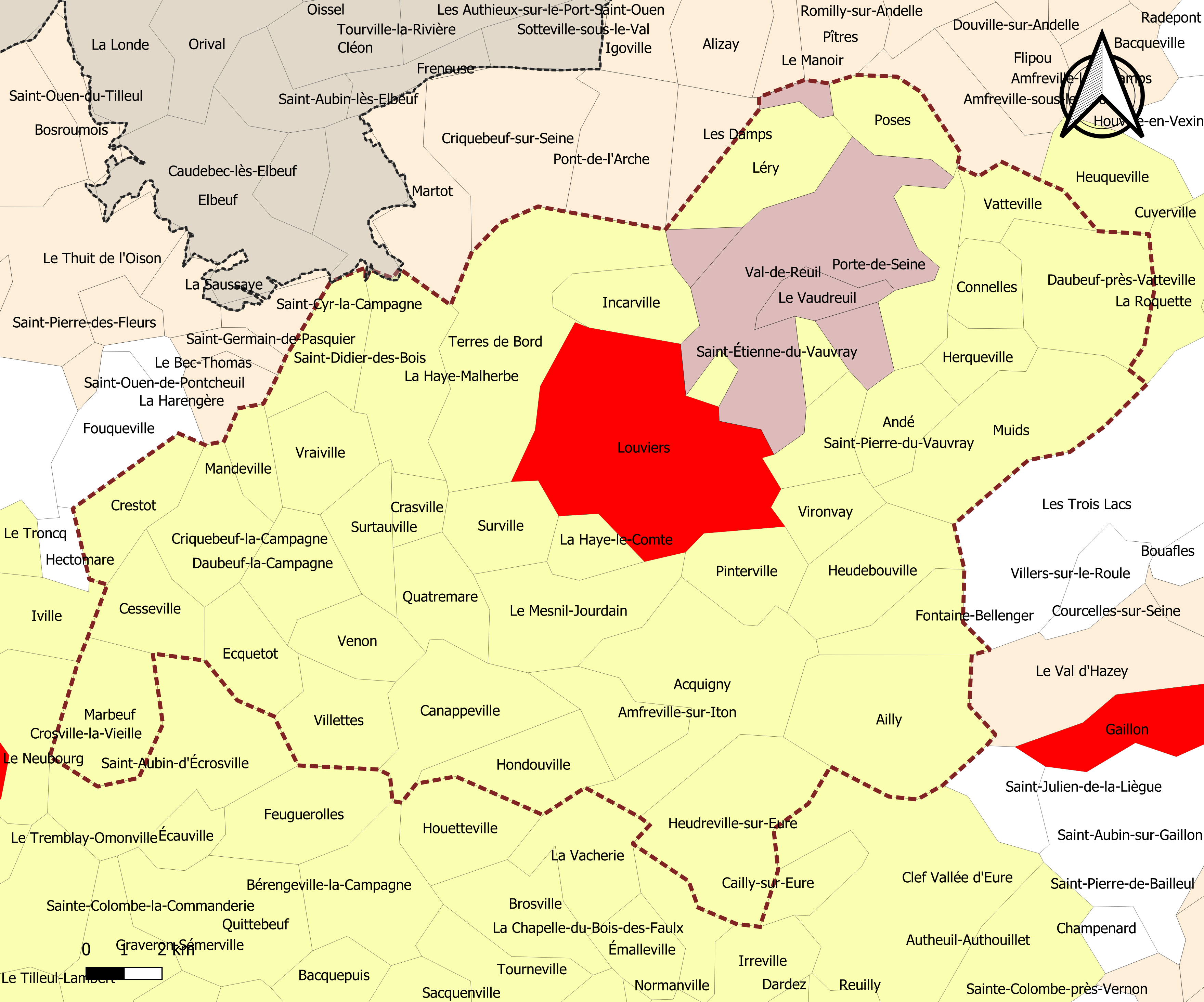
Carte de l'aire d'attraction de Louviers.
Commune-centre
Commune du pôle principal
Commune de la couronne

### Composition communale
| Nom                       | Code Insee | Département | Statut                    | Superficie (km2) | Population (dernière pop. légale) | Densité (hab./km2) | Modifier                                    |
| ------------------------- | ---------- | ----------- | ------------------------- | ---------------- | --------------------------------- | ------------------ | ------------------------------------------- |
| Louviers (commune-centre) | 27375      | Eure        | commune-centre            | 27,06            | 18 347 (2022)                     | 678                | modifier les données · modifier les données |
| Le Vaudreuil              | 27528      | Eure        | commune du pôle principal | 5,49             | 3 622 (2022)                      | 660                | modifier les données · modifier les données |
| Val-de-Reuil              | 27701      | Eure        | commune du pôle principal | 25,94            | 12 939 (2022)                     | 499                | modifier les données · modifier les données |
| Acquigny                  | 27003      | Eure        | commune de la couronne    | 17,83            | 1 725 (2022)                      | 97                 | modifier les données · modifier les données |
| Ailly                     | 27005      | Eure        | commune de la couronne    | 15,55            | 1 230 (2022)                      | 79                 | modifier les données · modifier les données |
| Amfreville-sur-Iton       | 27014      | Eure        | commune de la couronne    | 5,48             | 882 (2022)                        | 161                | modifier les données · modifier les données |
| Andé                      | 27015      | Eure        | commune de la couronne    | 5,31             | 1 324 (2022)                      | 249                | modifier les données · modifier les données |
| Canappeville              | 27127      | Eure        | commune de la couronne    | 10,37            | 704 (2022)                        | 68                 | modifier les données · modifier les données |
| Cesseville                | 27135      | Eure        | commune de la couronne    | 6,57             | 443 (2022)                        | 67                 | modifier les données · modifier les données |
| Connelles                 | 27168      | Eure        | commune de la couronne    | 4,17             | 172 (2022)                        | 41                 | modifier les données · modifier les données |
| Crasville                 | 27184      | Eure        | commune de la couronne    | 2,45             | 121 (2022)                        | 49                 | modifier les données · modifier les données |
| Crestot                   | 27185      | Eure        | commune de la couronne    | 6,31             | 544 (2022)                        | 86                 | modifier les données · modifier les données |
| Criquebeuf-la-Campagne    | 27187      | Eure        | commune de la couronne    | 7,75             | 351 (2022)                        | 45                 | modifier les données · modifier les données |
| Daubeuf-la-Campagne       | 27201      | Eure        | commune de la couronne    | 6,34             | 245 (2022)                        | 39                 | modifier les données · modifier les données |
| Daubeuf-près-Vatteville   | 27202      | Eure        | commune de la couronne    | 11,35            | 460 (2022)                        | 41                 | modifier les données · modifier les données |
| Ecquetot                  | 27215      | Eure        | commune de la couronne    | 5,74             | 388 (2022)                        | 68                 | modifier les données · modifier les données |
| Fontaine-Bellenger        | 27249      | Eure        | commune de la couronne    | 4,96             | 1 089 (2022)                      | 220                | modifier les données · modifier les données |
| La Haye-le-Comte          | 27321      | Eure        | commune de la couronne    | 3,32             | 145 (2022)                        | 44                 | modifier les données · modifier les données |
| La Haye-Malherbe          | 27322      | Eure        | commune de la couronne    | 9,93             | 1 374 (2022)                      | 138                | modifier les données · modifier les données |
| Herqueville               | 27330      | Eure        | commune de la couronne    | 3,76             | 125 (2022)                        | 33                 | modifier les données · modifier les données |
| Heudebouville             | 27332      | Eure        | commune de la couronne    | 9,28             | 809 (2022)                        | 87                 | modifier les données · modifier les données |
| Heudreville-sur-Eure      | 27335      | Eure        | commune de la couronne    | 14,15            | 1 066 (2022)                      | 75                 | modifier les données · modifier les données |
| Hondouville               | 27339      | Eure        | commune de la couronne    | 6,88             | 813 (2022)                        | 118                | modifier les données · modifier les données |
| Incarville                | 27351      | Eure        | commune de la couronne    | 7,09             | 1 352 (2022)                      | 191                | modifier les données · modifier les données |
| Léry                      | 27365      | Eure        | commune de la couronne    | 8,56             | 1 984 (2022)                      | 232                | modifier les données · modifier les données |
| Mandeville                | 27382      | Eure        | commune de la couronne    | 3,05             | 343 (2022)                        | 112                | modifier les données · modifier les données |
| Marbeuf                   | 27389      | Eure        | commune de la couronne    | 8,48             | 487 (2022)                        | 57                 | modifier les données · modifier les données |
| Le Mesnil-Jourdain        | 27403      | Eure        | commune de la couronne    | 10,41            | 238 (2022)                        | 23                 | modifier les données · modifier les données |
| Terres de Bord            | 27412      | Eure        | commune de la couronne    | 22,44            | 1 577 (2022)                      | 70                 | modifier les données · modifier les données |
| Muids                     | 27422      | Eure        | commune de la couronne    | 15,22            | 864 (2022)                        | 57                 | modifier les données · modifier les données |
| Pinterville               | 27456      | Eure        | commune de la couronne    | 5,93             | 805 (2022)                        | 136                | modifier les données · modifier les données |
| Porte-de-Seine            | 27471      | Eure        | commune de la couronne    | 6,46             | 209 (2022)                        | 32                 | modifier les données · modifier les données |
| Poses                     | 27474      | Eure        | commune de la couronne    | 5,39             | 1 118 (2022)                      | 207                | modifier les données · modifier les données |
| Quatremare                | 27483      | Eure        | commune de la couronne    | 5,99             | 440 (2022)                        | 73                 | modifier les données · modifier les données |
| Saint-Didier-des-Bois     | 27534      | Eure        | commune de la couronne    | 5,58             | 895 (2022)                        | 160                | modifier les données · modifier les données |
| Saint-Étienne-du-Vauvray  | 27537      | Eure        | commune de la couronne    | 1,62             | 890 (2022)                        | 549                | modifier les données · modifier les données |
| Saint-Pierre-du-Vauvray   | 27598      | Eure        | commune de la couronne    | 4,34             | 1 231 (2022)                      | 284                | modifier les données · modifier les données |
| Surtauville               | 27623      | Eure        | commune de la couronne    | 4,42             | 489 (2022)                        | 111                | modifier les données · modifier les données |
| Surville                  | 27624      | Eure        | commune de la couronne    | 5,72             | 854 (2022)                        | 149                | modifier les données · modifier les données |
| Vatteville                | 27673      | Eure        | commune de la couronne    | 4,27             | 177 (2022)                        | 41                 | modifier les données · modifier les données |
| Venon                     | 27677      | Eure        | commune de la couronne    | 5,07             | 389 (2022)                        | 77                 | modifier les données · modifier les données |
| Villettes                 | 27692      | Eure        | commune de la couronne    | 6,87             | 169 (2022)                        | 25                 | modifier les données · modifier les données |
| Vironvay                  | 27697      | Eure        | commune de la couronne    | 3,90             | 331 (2022)                        | 85                 | modifier les données · modifier les données |
| Vraiville                 | 27700      | Eure        | commune de la couronne    | 6,82             | 725 (2022)                        | 106                | modifier les données · modifier les données |